# Bolsjoj Obukhovskij-broen
Bolsjoj Obukhovskij-broen eller Store Obukhovskij-bro (russisk: Большо́й Обу́ховский мост, Bolshoy Obukhovsky most) er den nyligst byggede bro over floden Neva in Sankt Petersborg, Rusland. Det er tillige den eneste bro over floden, der ikke en en klapbro.

## Eksterne links
- Projectbeskrivelse

59°51′15″N 30°29′37″Ø / 59.8542°N 30.4936°Ø